# 9091 Ishidatakaki
9091 Ishidatakaki eller 1995 VK är en asteroid i huvudbältet som upptäcktes den 2 november 1995 av den japanska astronomen Takao Kobayashi vid Ōizumi-observatoriet. Den är uppkallad efter Takaki Ishida.
Asteroiden har en diameter på ungefär 4 kilometer och den tillhör asteroidgruppen Nysa.